# Landrada de Munsterbilzen
Landrada de Austrasia (también llamada Leandra, fallecida entre c. 690 y 708) fue una santa y asceta alemana. Fue cofundadora de la abadía de Munsterbilsen, que estaba dedicada a la Virgen María. La fiesta de Landrada es el 8 de julio. Es la patrona de Munsterbilsen y Gante.

## Biografía
Landrada era la única hija de nobles alemanes y parte de la familia de Pipino de Landen. A una edad temprana, a pesar de haber sido criada en la nobleza, rechazó su estatus y «fue considerada, incluso de niña, como un modelo de perfección cristiana». Recibió varias ofertas de matrimonio, que rechazó porque, como afirma su hagiógrafo Sabine Baring-Gould, «había elegido un prometido que no era de este mundo». Baring-Gould también afirma que Landrada «se mantuvo alejada de todos los placeres mundanos y dedicó días enteros a la oración», dejó su hogar y se convirtió en asceta en el bosque cercano, en el área de Munsterbilsen en el noreste de Bélgica. Ella construyó su propia choza con sus propias manos, se negó a dormir en una cama o usar un baño, y solo comía pan y agua.
San Lamberto de Maastricht, obispo de Maastricht-Lieja (Tongeren), visitó y aconsejó a Landrada de vez en cuando; cofundaron una capilla en el bosque en honor a la Santísima Virgen María, que ella misma también construyó y fue la base de la Abadía de Munsterbilsen. Según la hagiógrafa Agnes Dunbar, Landrada experimentó una visión que comunicaba el sitio del convento: mientras rezaba en un lugar solitario, vio «una cruz de exquisita mano de obra» descender del cielo e imprimirse en una piedra, como si fuera de cera, cerca. Una voz también le dijo que la cruz era un regalo para ella. Se convirtió en la primera abadesa de Munsterbilsen y falleció allí en c. 690.

## Legado
Baring-Gould afirma que «según la leyenda popular», Landrada se le apareció a Lambert en un sueño después de su muerte, diciéndole que la enterrara en «un lugar que encontraría diseñado por la aparición de una cruz de fuego», que resultó estar en Wintershoven. Lambert fue a Munsterbilsen, donde se había reunido una gran multitud para celebrar sus ritos funerarios. Les contó sobre la demanda de Landrada, pero insistieron en que la enterraran en su abadía y él accedió. Tres días después, Lambert ordenó que se cavara una tumba para ella en Wintershoven; por «instrumentos angelicales», su cuerpo, junto con un sarcófago de mármol, fue transportado allí.
La fiesta de Landrada se celebra en la abadía de Muntersbilsen tres días antes de que se celebre en otros lugares. En 980, su cuerpo fue trasladado desde Wintershoven a la iglesia de San Bavón en Gante, donde se celebra anualmente su fiesta. Algunos fragmentos de su cuerpo fueron devueltos a la iglesia de Wintershoven en 1624 y otras partes fueron tomadas y entregadas a la iglesia de Munsterbilsen.
La fiesta de Landrada es el 8 de julio. Es la patrona de Munsterbilsen y Gante.

## Obras citadas
- Baring-Gould, Sabine (1914). The Lives of the Saints (en inglés) (7.º edición). Londres: J. Hodges. pp. 191-193. Consultado el 30 de mayo de 2023.

- Datos: Q263082